# هويدا الحسن
هويدا الحسن (8 فبراير 1980 -)، ممثلة وكاتبة مصرية. عملت في مجالات عديدة في التمثيل والكاتبة والتاليف وهي أحد المشاركين في ثورة 25 يناير عام 2011، حاصلة على شهادة تمثيل وإخراج من «المعهد العالي لفنون المسرحية».

## من أعمالها
- طماشة.
- زمن طناف.
- حبر العيون.
- الميراث.

## روابط خارجية
- هويدا الحسن على موقع قاعدة بيانات الأفلام العربية